# 544. pehotni polk (Wehrmacht)
Za druge 544. polke glejte 544. polk.
544. pehotni polk (izvirno nemško Infanterie-Regiment 544) je bil eden izmed pehotnih polkov v sestavi redne nemške kopenske vojske med drugo svetovno vojno.

## Zgodovina
Ustanovljen je bil 22. maja 1940 kot enota 10. vala iz nadomestnih čet WK III ter dodeljen 273. pehotni diviziji.
Julija 1940 je bil polk razpuščen zaradi hitrega zaključka francoske kampanje; čete so bile vrnjene k izvirnim enotam.
Polk je bil ponovno ustanovljen 27. januarja 1942 kot Rheingold polk WK XVIII na vadbišču Milowitz (pri Pragi) in dodeljen 389. pehotni diviziji.
2. septembra 1942 je bil II. bataljon razpuščen.
15. oktobra istega leta je bil polk preimenovan v 544. grenadirski polk.